# Christophe Domino
Christophe Domino, né le 15 juillet 1958 à Coutances, est un historien, critique et théoricien d'art français, commissaire d'exposition, auteur, chercheur et enseignant.

## Ouvrages
- À ciel ouvert : L'art contemporain à l'échelle du paysage (Paris : Scala, 2005).
- L'Art africain contemporain (Paris : Scala, 2005).
- L'Art moderne au Musée national d'art moderne Centre Georges-Pompidou (Paris : Ed. Scala, 2004).
- Le Pot doré de Jean-Pierre Raynaud (Paris : CNDP ; Scala, 2003).
- avec Centre culturel canadien (Paris, France), Deep waters : une œuvre d'Ed Pien (Paris : Services culturels de l'Ambassade du Canada, 2002).
- Les Années pop, coll. « Découvertes Gallimard Hors série » (Paris : Gallimard ; Centre Georges-Pompidou, 2001).
- Matisse et le Maroc, coll. « Découvertes Gallimard Hors série » ([Paris] : Gallimard ; Institut du monde arabe, 1999).
- avec Philippe Boutibonnes, litanies du presque rien (Caen : FRAC Basse-Normandie, 1998).
- Anne Deleporte : Imaginable, texte de Christophe Domino. (Paris : Galerie Xippas, 1998).
- Géographiques : territoires vécus, territoires voulus, territoires figurés ([Corte] : FRAC Corse, 1997).
- Bacon : monstre de peinture, coll. « Découvertes Gallimard / Arts » (no 287), (Paris : Gallimard ; Centre Georges-Pompidou, 1996).
- avec Musée national d'Art moderne. <Paris>., L'art contemporain au Musée national d'Art moderne : [une nouvelle façon de découvrir l'art à travers douze œuvres clefs d'un musée] (Paris : Ed. Scala, 1994).
- avec Musée national d'art moderne (France), L'art moderne : tableaux choisis, MNAM, Centre Georges-Pompidou (Paris : Éditions Scala, 1991).
- "Sans titre", 1936-41 : Bram Van Velde (Paris : Centre Georges-Pompidou, 1989).